# Wall-Sun-Sunovo praštevilo
Wall-Sun-Sunovo praštevilo je v matematiki praštevilo p > 5, če p² deli:
{\displaystyle F\left(p-\left({\frac {p}{5}}\right)\right)\!\,,}
kjer je F(n) n-to Fibonaccijevo število in {\displaystyle \left({\frac {a}{b}}\right)} Legendrov simbol za a in b. Takšna števila včasih imenujejo tudi Fibonacci-Wiefericheva praštevila.
Wall-Sun-Sunova praštevila se imenujejo po Donaldu Dinesu Wallu in bratih dvojčkih Či-Hongu in Či-Veiju Sunu. Brata Sun sta leta 1992 pokazala, da če prvi primer Fermatovega problema ne velja za določeno praštevilo p, mora biti p Wall-Sun-Sunovo praštevilo. Pred Wilesovim dokazom Fermatovega velikega izreka, je bilo iskanje Wall-Sun-Sunovih praštevil tudi iskanje protiprimera za ta tri stoletja star problem.
Ni znano nobeno Wall-Sun-Sunovo praštevilo. Če kakšno obstaja, mora biti večje od 1014. Domnevajo da obstaja neskončno mnogo Wall-Sun-Sunovih praštevil.